# یویوانوزون
یویوانوزون (نام علمی: Yuyuanozoon) نام یک سرده از شاخه دیرین‌باشان است. این جانور در دوره کامبرین می زیست.